# Granges-les-Beaumont
Granges-les-Beaumont – miejscowość i gmina we Francji, w regionie Owernia-Rodan-Alpy, w departamencie Drôme.
Według danych na rok 1990 gminę zamieszkiwało 791 osób, a gęstość zaludnienia wynosiła 105 osób/km² (wśród 2880 gmin regionu Rodan-Alpy Granges-les-Beaumont plasuje się na 912. miejscu pod względem liczby ludności, natomiast pod względem powierzchni na miejscu 1318.).
Przez gminę przepływa rzeka Isère. 